# Buon Natale/Neve di primavera
Buon Natale è una romantica canzone pop-natalizia del 1981, interpretata dal cantautore Paolo Barabani, reduce dalla partecipazione al Festival di Sanremo con Hop hop somarello. La canzone fa parte dell'album In riva al bar. Autori del brano sono lo stesso Paolo Barabani, Pupo e Gian Piero Reverberi.
La canzone ottenne un buon successo che fece accrescere la popolarità del cantante, invitato spesso come ospite nella trasmissione televisiva Domenica in prima che di lui, almeno in Italia, si perdessero le tracce.

## Descrizione
La canzone cita alcuni stereotipi tipici della stagione natalizia, come un “bianco Natale”, l'albero  addobbato, la stella cometa, i buoni propositi. Come accade, però, per altri brani pop-natalizi (come, ad esempio, nelle hit internazionali Last Christmas degli Wham, Step Into Christmas di Elton John, All I Want for Christmas Is You di Mariah Carey o Christmas in My Heart di Sarah Connor), sullo sfondo delle festività, si cela, anche una storia d'amore. La canzone si presenta infatti quasi come una lettera (o – comunque – un appello) alla persona amata, a cui si chiede di tornare: solo così sarà veramente Natale...
All'atmosfera un po' malinconica che - a tratti - pervade il brano, fa da contraltare - oltre che il clima di festa - una melodia piuttosto allegra. In ogni caso, nel complesso non si può parlare di una canzone malinconica come, ad esempio, Notte di Natale di Claudio Baglioni (1970).

## Tracce
1. Buon Natale (P. Barabani – E. Ghinazzi – G. P. Reverberi) 3'05
2. Neve di primavera  (P. Barabani – E. Ghinazzi – G. P. Reverberi) 4'01